# Wakou (Burkina Faso)
Pour les articles homonymes, voir Wakou.
Wakou est une commune située dans le département de Diapangou de la province du Gourma dans la région de l'Est au Burkina Faso.

## Santé et éducation
Le centre de soins le plus proche de Wakou est le centre de santé et de promotion sociale (CSPS) de Diapangou.